# Santi Cazorla
Santiago Cazorla González, detto Santi (Llanera, 13 dicembre 1984), è un calciatore spagnolo, centrocampista o ala del Real Oviedo.

## Carriera

### Club

#### Gli inizi, Villarreal e Recreativo Huelva
Inizia la sua carriera nelle giovanili del Real Oviedo, ma in seguito alla crisi che ha portato il club in terza divisione viene ceduto, non ancora diciottenne, al Villarreal.
Debutta nella Primera División il 30 novembre 2003 con la maglia del Villarreal, pur giocando prevalentemente nel Villarreal B, militante in Segunda División B. Nella stagione successiva entra definitivamente nell'orbita della prima squadra, giocando 28 partite in campionato e 11 in Coppa UEFA, e contribuendo alla causa con 2 reti in campionato e 4 in Europa. La sua prima rete in campionato è datata 1º maggio 2005 contro il Getafe (4-0). Il suo esordio in Europa risale al 28 luglio 2004, sfida contro l'Amburgo valida per l'Intertoto (1-0). Il Villarreal vince l'Intertoto 2004, ottenendo un biglietto per la Coppa UEFA 2004-2005, dove Cazorla sigla la prima delle sue quattro reti contro l'Hammarby (3-0). Durante la stagione 2005-2006, invece, gioca 23 partite in campionato e 2 in Champions League, senza andare a segno. L'esordio nella massima competizione europea avviene il 18 ottobre 2005 contro il Benfica (1-1).
Il 7 luglio 2006 viene ceduto al Recreativo Huelva per 600.000 euro con diritto di contro-riscatto (a 1,2 milioni di euro), squadra con la quale raggiunge l'ottavo posto in campionato, nonché il suo record personale di 5 reti in campionato. Il primo gol con la nuova maglia è realizzato contro il Maiorca (1-1). A fine stagione riesce a realizzare anche una doppietta, la sua prima in carriera, contro il Deportivo La Coruna (2-5).

#### Ritorno al Villarreal e Málaga
L'anno seguente torna al Sottomarino giallo che esercita il contro-riscatto. Alla prima giornata, contro il Valencia, sigla la sua prima rete al ritorno (0-3).
Nel corso di una partita di campionato contro l'Almeria subisce una frattura al perone della gamba destra che gli impedirà di disputare il resto del campionato, la Champions League e la Confederations Cup. Nonostante il suo infortunio il Villarreal riesce comunque a qualificarsi in Europa League. Nonostante tutto termina la stagione segnando 5 gol e portando il Villarreal in Champions League.
In quattro stagioni mette a segno 23 reti in campionato, segnando tre doppiette (contro Real Betis, Real Saragozza e Málaga).
Il 26 luglio 2011 lascia il Villarreal, firmando un contratto quinquennale col Málaga, per 19 milioni di euro più 2 di bonus.
Segna il primo gol in campionato al debutto il 28 agosto nella sconfitta per 2-1 contro il Siviglia.
La settimana successiva segna una doppietta nel 4-0 contro il Granada. Termina la stagione come secondo capocannoniere della squadra (dietro al venezuelano Rondón) e porta la sua squadra a qualificarsi, per la prima volta nella sua storia, alla Champions League grazie al 4º posto in campionato.

#### Arsenal
Il 7 agosto 2012 Cazorla si unisce all'Arsenal per la cifra di 19 milioni di euro. Debutta il 18 agosto nella prima giornata di campionato contro il Sunderland finita 0-0 in cui viene nominato uomo partita. Segna il suo primo gol con la maglia dei Gunners il 2 settembre nella vittoria per 2-0 ad Anfield contro il Liverpool dove fornisce anche l'assist per il gol dell'altro neo-acquisto Lukas Podolski. Nella stessa stagione segna reti importanti contro Reading (2-5, tripletta), Aston Villa (2-1, doppietta) e Sunderland (0-1).
Il 2 novembre 2013 segna il primo gol della stagione nella vittoria per 2-0 contro il Liverpool. Il 4 gennaio nella partita contro il Tottenham valida per la FA Cup segna il primo dei due gol che permettono alla sua squadra di passare il turno che tra l'altro è il primo in questa competizione (2-0). Il 18 gennaio seguente realizza una doppietta al Fulham (2-0). Il 24 gennaio 2014 segna la sua seconda rete in 2 presenze nella partita casalinga contro il Coventry City finita 4-0 per i suoi valida per i sedicesimi di finale di FA Cup. Il 28 gennaio 2014 torna ancora al gol nel pareggio per 2-2 sul campo del Southampton.
Il 30 novembre 2015 si rompe il legamento crociato del ginocchio destro durante il pareggio contro il Norwich City, subendo uno stop forzato di sei mesi.
Il 19 ottobre 2016 gioca la sua ultima partita con il club londinese, in occasione del match di UEFA Champions League vinto per 6-0 contro il Ludogorets: costretto ad operarsi per risolvere dei problemi alla caviglia destra che lo affliggevano da tre anni, rischia poi di vedersi amputata la gamba a causa di un'infezione avvenuta durante un secondo intervento causato dalla fascite plantare (questa gli ha danneggiato parte del calcagno e del tendine di Achille). Dopo otto operazioni totali al piede, il 21 maggio 2018 l'Arsenal annuncia lo svincolo del giocatore spagnolo al termine della stagione.

#### Il secondo ritorno al Villarreal
Dopo la sua partenza dall'Arsenal, Cazorla si allena per breve periodo con la squadra giovanile dell'Alavés, poi fa ritorno al Villarreal per allenarsi durante il periodo del pre-campionato. Giocò la sua prima partita 636 giorni dopo l'infortunio. Il 9 agosto 2018, dopo un periodo di prova, firma ufficialmente per il club spagnolo. Il 18 agosto 2018, quasi due anni dopo la sua ultima partita ufficiale, esordisce nella partita persa per 1-2 contro la Real Sociedad. Torna a segnare il 4 ottobre 2019 contro lo Spartak Mosca partita finita 3-3

#### Al-Sadd
Dalla stagione 2020-2021 viene ingaggiato dal Al-Sadd, club allenato dal connazionale Xavi. Termina la propria avventura qatariota il 2 luglio 2023.

#### Real Oviedo
Il 16 agosto 2023 ritorna al Real Oviedo, dove ha iniziato la carriera, sottoscrivendo un accordo annuale fino al 30 giugno 2024.

### Nazionale

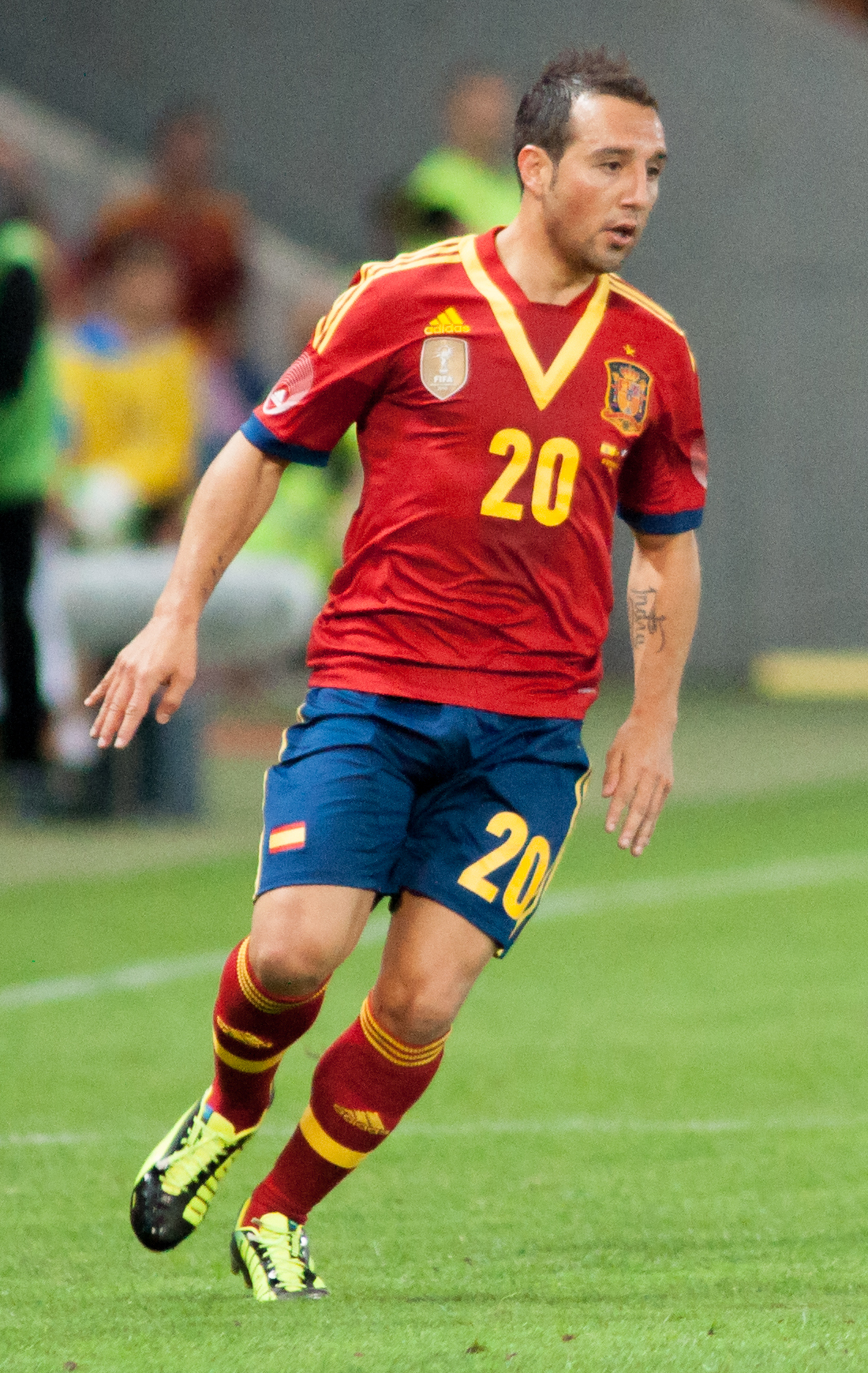
Santi Cazorla in azione con la maglia della Spagna nel 2013

Viene convocato per la prima volta in nazionale maggiore spagnola nel maggio 2008. Esordisce il 23 maggio nell'amichevole vinta per 2-1 contro il Perù. Pochi giorni più tardi il CT Luis Aragonés lo inserisce nella lista dei 23 calciatori che prenderanno parte al campionato europeo di Austria e Svizzera 2008: nel corso del vittorioso torneo colleziona cinque presenze, tutte da subentrante. Il 19 novembre dello stesso anno segna la prima rete con le Furie rosse, in occasione dell'incontro amichevole vinto per 3-0 contro il Cile.
Dopo aver partecipato alla Confederations Cup nel 2009, l'anno seguente è costretto a saltare la spedizione Mondiale in Sudafrica a causa di un'ernia.
Il 4 giugno 2011 segna una doppietta, contribuendo alla vittoria della sua squadra nell'amichevole contro gli Stati Uniti (terminata 4-0). Nel 2012 è convocato per l'Europeo di Polonia e Ucraina, nel corso del quale scende in campo solo per due volte da subentrante (10 minuti contro l'Irlanda e 10 contro la Francia) , ma si laurea campione continentale per la seconda volta. Nel 2013 è convocato per la Confederations Cup tenutasi in Brasile, che vede la Spagna piazzarsi seconda. Convocato anche per il Mondiale di Brasile 2014, dove la Spagna esce al primo turno, gioca in due delle tre partite disputate dai suoi nella rassegna.
Il 9 ottobre 2015 segna una doppietta nella partita vinta per 4-0 contro il Lussemburgo all'Estadio Las Gaunas di Logroño, partita che sancisce la qualificazione della Spagna all'Europeo di Francia 2016. Gioca e segna anche nell'amichevole del 13 novembre successivo contro l'Inghilterra (2-0) all'Estadio José Rico Pérez di Alicante, ma non sarà convocato per l'Europeo, essendo reduce da un infortunio. Salterà le partite della nazionale anche negli anni a venire, a causa di perduranti infortuni. Il 18 maggio 2019 torna in nazionale dopo 4 anni venendo convocato da Luis Enrique, giocando da titolare alla prima occasione utile contro le Isole Far Oer.

## Statistiche

### Presenze e reti nei club
Statistiche aggiornate al 15 agosto 2025.
| Stagione           | Squadra            | Campionato         | Campionato | Campionato | Coppe nazionali | Coppe nazionali | Coppe nazionali | Coppe continentali | Coppe continentali | Coppe continentali | Altre coppe | Altre coppe | Altre coppe | Totale | Totale |
| Stagione           | Squadra            | Comp               | Pres       | Reti       | Comp            | Pres            | Reti            | Comp               | Pres               | Reti               | Comp        | Pres        | Reti        | Pres   | Reti   |
| ------------------ | ------------------ | ------------------ | ---------- | ---------- | --------------- | --------------- | --------------- | ------------------ | ------------------ | ------------------ | ----------- | ----------- | ----------- | ------ | ------ |
| 2002-2003          | Real Oviedo B      | TD                 | 0+1        | 0+0        | -               | -               | -               | -                  | -                  | -                  | -           | -           | -           | 1      | 0      |
| 2003-2004          | Villarreal B       | TD                 | 32+8       | 4+0        | -               | -               | -               | -                  | -                  | -                  | -           | -           | -           | 40     | 4      |
| 2003-2004          | Villarreal         | PD                 | 2          | 0          | CR              | 0               | 0               | -                  | -                  | -                  | -           | -           | -           | 2      | 0      |
| 2004-2005          | Villarreal         | PD                 | 29         | 2          | CR              | 1               | 0               | Int+CU             | 7+11               | 1+4                | -           | -           | -           | 47     | 7      |
| 2005-2006          | Villarreal         | PD                 | 23         | 0          | CR              | 0               | 0               | UCL                | 2                  | 0                  | -           | -           | -           | 25     | 0      |
| 2006-2007          | Recreativo Huelva  | PD                 | 34         | 5          | CR              | 0               | 0               | -                  | -                  | -                  | -           | -           | -           | 34     | 5      |
| 2007-2008          | Villarreal         | PD                 | 36         | 5          | CR              | 6               | 0               | CU                 | 7                  | 1                  | -           | -           | -           | 49     | 6      |
| 2008-2009          | Villarreal         | PD                 | 30         | 8          | CR              | 1               | 0               | UCL                | 8                  | 0                  | -           | -           | -           | 39     | 8      |
| 2009-2010          | Villarreal         | PD                 | 24         | 5          | CR              | 2               | 0               | UEL                | 4                  | 1                  | -           | -           | -           | 30     | 6      |
| 2010-2011          | Villarreal         | PD                 | 37         | 5          | CR              | 4               | 1               | UEL                | 14                 | 2                  | -           | -           | -           | 55     | 8      |
| 2011-2012          | Málaga             | PD                 | 38         | 9          | CR              | 4               | 0               | -                  | -                  | -                  | -           | -           | -           | 42     | 9      |
| 2012-2013          | Arsenal            | PL                 | 38         | 12         | FACup+CdL       | 3+1             | 0               | UCL                | 7                  | 0                  | -           | -           | -           | 49     | 12     |
| 2013-2014          | Arsenal            | PL                 | 31         | 4          | FACup+CdL       | 6+1             | 3+0             | UCL                | 8                  | 0                  | -           | -           | -           | 46     | 7      |
| 2014-2015          | Arsenal            | PL                 | 37         | 7          | FACup+CdL       | 5+1             | 0               | UCL                | 9                  | 0                  | CS          | 1           | 1           | 53     | 8      |
| 2015-2016          | Arsenal            | PL                 | 15         | 0          | FACup+CdL       | 0               | 0               | UCL                | 5                  | 0                  | CS          | 1           | 0           | 21     | 0      |
| 2016-2017          | Arsenal            | PL                 | 8          | 2          | FACup+CdL       | 0               | 0               | UCL                | 3                  | 0                  | -           | -           | -           | 11     | 2      |
| 2017-2018          | Arsenal            | PL                 | 0          | 0          | FACup+CdL       | 0               | 0               | UEL                | 0                  | 0                  | CS          | 0           | 0           | 0      | 0      |
| Totale Arsenal     | Totale Arsenal     | Totale Arsenal     | 129        | 25         |                 | 17              | 3               |                    | 32                 | 0                  |             | 2           | 1           | 180    | 29     |
| 2018-2019          | Villarreal         | PD                 | 35         | 4          | CR              | 1               | 1               | UEL                | 10                 | 2                  | -           | -           | -           | 46     | 7      |
| 2019-2020          | Villarreal         | PD                 | 35         | 11         | CR              | 5               | 4               | -                  | -                  | -                  | -           | -           | -           | 40     | 15     |
| Totale Villarreal  | Totale Villarreal  | Totale Villarreal  | 251        | 40         |                 | 20              | 6               |                    | 63                 | 11                 |             | -           | -           | 334    | 57     |
| 2019-2020          | Al-Sadd            | QSL                | -          | -          | EQC+QSC         | 2+2             | 0+2             | ACL                | 4                  | 1                  | CQ          | -           | -           | 8      | 3      |
| 2020-2021          | Al-Sadd            | QSL                | 20         | 13         | EQC+QSC         | 4+2             | 2+1             | ACL                | 6                  | 3                  | CQ          | 2           | 1           | 34     | 20     |
| 2021-2022          | Al-Sadd            | QSL                | 16         | 6          | EQC+QSC         | 3+0             | 0               | ACL                | 6                  | 1                  | CQ          | -           | -           | 25     | 7      |
| 2022-2023          | Al-Sadd            | QSL                | 19         | 4          | EQC+QSC         | 4+6             | 3+2             | -                  | -                  | -                  | CQ          | 2           | 0           | 31     | 9      |
| Totale Al-Sadd     | Totale Al-Sadd     | Totale Al-Sadd     | 55         | 23         |                 | 23              | 10              |                    | 16                 | 5                  |             | 4           | 1           | 98     | 39     |
| 2023-2024          | Real Oviedo        | SD                 | 24+1       | 0          | CR              | 1               | 0               | -                  | -                  | -                  | -           | -           | -           | 26     | 0      |
| 2024-2025          | Real Oviedo        | SD                 | 32+3       | 3+2        | CR              | 0               | 0               | -                  | -                  | -                  | -           | -           | -           | 35     | 5      |
| 2025-2026          | Real Oviedo        | PD                 | 1          | 0          | CR              | 0               | 0               | -                  | -                  | -                  | -           | -           | -           | 1      | 0      |
| Totale Real Oviedo | Totale Real Oviedo | Totale Real Oviedo | 57+4       | 3+2        |                 | 1               | 0               |                    | -                  | -                  |             | -           | -           | 62     | 5      |
| Totale carriera    | Totale carriera    | Totale carriera    | 597+13     | 109+2      |                 | 64              | 19              |                    | 111                | 16                 |             | 6           | 2           | 791    | 148    |

### Cronologia presenze e reti in nazionale
| Cronologia completa delle presenze e delle reti in nazionale ― Spagna | Cronologia completa delle presenze e delle reti in nazionale ― Spagna | Cronologia completa delle presenze e delle reti in nazionale ― Spagna | Cronologia completa delle presenze e delle reti in nazionale ― Spagna | Cronologia completa delle presenze e delle reti in nazionale ― Spagna | Cronologia completa delle presenze e delle reti in nazionale ― Spagna | Cronologia completa delle presenze e delle reti in nazionale ― Spagna | Cronologia completa delle presenze e delle reti in nazionale ― Spagna |
| Data                                                                  | Città                                                                 | In casa                                                               | Risultato                                                             | Ospiti                                                                | Competizione                                                          | Reti                                                                  | Note                                                                  |
| --------------------------------------------------------------------- | --------------------------------------------------------------------- | --------------------------------------------------------------------- | --------------------------------------------------------------------- | --------------------------------------------------------------------- | --------------------------------------------------------------------- | --------------------------------------------------------------------- | --------------------------------------------------------------------- |
| 31-5-2008                                                             | Huelva                                                                | Spagna                                                                | 2 – 1                                                                 | Perù                                                                  | Amichevole                                                            | -                                                                     | 62’                                                                   |
| 4-6-2008                                                              | Santander                                                             | Spagna                                                                | 1 – 0                                                                 | Stati Uniti                                                           | Amichevole                                                            | -                                                                     |                                                                       |
| 10-6-2008                                                             | Innsbruck                                                             | Spagna                                                                | 4 – 1                                                                 | Russia                                                                | Euro 2008 - 1º turno                                                  | -                                                                     | 63’                                                                   |
| 14-6-2008                                                             | Innsbruck                                                             | Svezia                                                                | 1 – 2                                                                 | Spagna                                                                | Euro 2008 - 1º turno                                                  | -                                                                     | 59’                                                                   |
| 18-6-2008                                                             | Siezenheim                                                            | Grecia                                                                | 1 – 2                                                                 | Spagna                                                                | Euro 2008 - 1º turno                                                  | -                                                                     | 58’                                                                   |
| 22-6-2008                                                             | Vienna                                                                | Spagna                                                                | 0 – 0 dts (4 – 2 dtr)                                                 | Italia                                                                | Euro 2008 - Quarti di finale                                          | -                                                                     | 60’ - 113’                                                            |
| 29-6-2008                                                             | Vienna                                                                | Germania                                                              | 0 – 1                                                                 | Spagna                                                                | Euro 2008 - Finale                                                    | -                                                                     | 66’                                                                   |
| 20-8-2008                                                             | Copenaghen                                                            | Danimarca                                                             | 0 – 3                                                                 | Spagna                                                                | Amichevole                                                            | -                                                                     | 64’                                                                   |
| 6-9-2008                                                              | Murcia                                                                | Spagna                                                                | 1 – 0                                                                 | Bosnia ed Erzegovina                                                  | Qual. Mondiali 2010                                                   | -                                                                     | 73’                                                                   |
| 10-9-2008                                                             | Albacete                                                              | Spagna                                                                | 4 – 0                                                                 | Armenia                                                               | Qual. Mondiali 2010                                                   | -                                                                     | 65’                                                                   |
| 11-10-2008                                                            | Tallinn                                                               | Estonia                                                               | 0 – 3                                                                 | Spagna                                                                | Qual. Mondiali 2010                                                   | -                                                                     |                                                                       |
| 15-10-2008                                                            | Anversa                                                               | Belgio                                                                | 1 – 2                                                                 | Spagna                                                                | Qual. Mondiali 2010                                                   | -                                                                     | 64’                                                                   |
| 19-11-2008                                                            | Vila-real                                                             | Spagna                                                                | 3 – 0                                                                 | Cile                                                                  | Amichevole                                                            | 1                                                                     | 46’ - 59’                                                             |
| 28-3-2009                                                             | Madrid                                                                | Spagna                                                                | 1 – 0                                                                 | Turchia                                                               | Qual. Mondiali 2010                                                   | -                                                                     | 78’                                                                   |
| 1-4-2009                                                              | Istanbul                                                              | Turchia                                                               | 1 – 2                                                                 | Spagna                                                                | Qual. Mondiali 2010                                                   | -                                                                     | 67’                                                                   |
| 9-6-2009                                                              | Baku                                                                  | Azerbaigian                                                           | 0 – 6                                                                 | Spagna                                                                | Amichevole                                                            | -                                                                     | 69’                                                                   |
| 14-6-2009                                                             | Rustenburg                                                            | Nuova Zelanda                                                         | 0 – 5                                                                 | Spagna                                                                | Conf. Cup 2009 - 1º turno                                             | -                                                                     | 53’                                                                   |
| 17-6-2009                                                             | Bloemfontein                                                          | Spagna                                                                | 1 – 0                                                                 | Iraq                                                                  | Conf. Cup 2009 - 1º turno                                             | -                                                                     | 67’                                                                   |
| 20-6-2009                                                             | Bloemfontein                                                          | Spagna                                                                | 2 – 0                                                                 | Sudafrica                                                             | Conf. Cup 2009 - 1º turno                                             | -                                                                     | 80’                                                                   |
| 24-6-2009                                                             | Bloemfontein                                                          | Spagna                                                                | 0 – 2                                                                 | Stati Uniti                                                           | Conf. Cup 2009 - Semifinale                                           | -                                                                     | 68’                                                                   |
| 28-6-2009                                                             | Rustenburg                                                            | Spagna                                                                | 3 – 2 dts                                                             | Sudafrica                                                             | Conf. Cup 2009 - Finale 3º posto                                      | -                                                                     |                                                                       |
| 12-8-2009                                                             | Skopje                                                                | Macedonia                                                             | 2 – 3                                                                 | Spagna                                                                | Amichevole                                                            | -                                                                     | 46’                                                                   |
| 9-9-2009                                                              | Mérida                                                                | Spagna                                                                | 3 – 0                                                                 | Estonia                                                               | Qual. Mondiali 2010                                                   | 1                                                                     | 66’                                                                   |
| 10-10-2009                                                            | Erevan                                                                | Armenia                                                               | 1 – 2                                                                 | Spagna                                                                | Qual. Mondiali 2010                                                   | -                                                                     |                                                                       |
| 11-8-2010                                                             | Città del Messico                                                     | Messico                                                               | 1 – 1                                                                 | Spagna                                                                | Amichevole                                                            | -                                                                     |                                                                       |
| 7-9-2010                                                              | Buenos Aires                                                          | Argentina                                                             | 4 – 1                                                                 | Spagna                                                                | Amichevole                                                            | -                                                                     | 45’                                                                   |
| 8-10-2010                                                             | Salamanca                                                             | Spagna                                                                | 3 – 1                                                                 | Lituania                                                              | Qual. Euro 2012                                                       | -                                                                     |                                                                       |
| 12-10-2010                                                            | Glasgow                                                               | Scozia                                                                | 2 – 3                                                                 | Spagna                                                                | Qual. Euro 2012                                                       | -                                                                     | 69’                                                                   |
| 17-11-2010                                                            | Lisbona                                                               | Portogallo                                                            | 4 – 0                                                                 | Spagna                                                                | Amichevole                                                            | -                                                                     | 58’                                                                   |
| 9-2-2011                                                              | Madrid                                                                | Spagna                                                                | 1 – 0                                                                 | Colombia                                                              | Amichevole                                                            | -                                                                     | 56’                                                                   |
| 25-3-2011                                                             | Granada                                                               | Spagna                                                                | 2 – 1                                                                 | Rep. Ceca                                                             | Qual. Euro 2012                                                       | -                                                                     | 58’                                                                   |
| 29-3-2011                                                             | Kaunas                                                                | Lituania                                                              | 1 – 3                                                                 | Spagna                                                                | Qual. Euro 2012                                                       | -                                                                     | 67’                                                                   |
| 4-6-2011                                                              | Foxborough                                                            | Stati Uniti                                                           | 0 – 4                                                                 | Spagna                                                                | Amichevole                                                            | 2                                                                     |                                                                       |
| 7-6-2011                                                              | Puerto La Cruz                                                        | Venezuela                                                             | 0 – 3                                                                 | Spagna                                                                | Amichevole                                                            | -                                                                     | 46’                                                                   |
| 10-8-2011                                                             | Bari                                                                  | Italia                                                                | 2 – 1                                                                 | Spagna                                                                | Amichevole                                                            | -                                                                     | 80’                                                                   |
| 2-9-2011                                                              | San Gallo                                                             | Spagna                                                                | 3 – 2                                                                 | Cile                                                                  | Amichevole                                                            | -                                                                     | 79’                                                                   |
| 11-10-2011                                                            | Alicante                                                              | Spagna                                                                | 3 – 1                                                                 | Scozia                                                                | Qual. Euro 2012                                                       | -                                                                     |                                                                       |
| 12-11-2011                                                            | Londra                                                                | Inghilterra                                                           | 1 – 0                                                                 | Spagna                                                                | Amichevole                                                            | -                                                                     | 74’                                                                   |
| 15-11-2011                                                            | San José                                                              | Costa Rica                                                            | 2 – 2                                                                 | Spagna                                                                | Amichevole                                                            | -                                                                     | 46’                                                                   |
| 29-2-2012                                                             | Malaga                                                                | Spagna                                                                | 5 – 0                                                                 | Venezuela                                                             | Amichevole                                                            | -                                                                     | 46’                                                                   |
| 26-5-2012                                                             | San Gallo                                                             | Spagna                                                                | 2 – 0                                                                 | Serbia                                                                | Amichevole                                                            | 1                                                                     |                                                                       |
| 30-5-2012                                                             | Berna                                                                 | Spagna                                                                | 4 – 1                                                                 | Corea del Sud                                                         | Amichevole                                                            | 1                                                                     | 57’                                                                   |
| 3-6-2012                                                              | Siviglia                                                              | Spagna                                                                | 1 – 0                                                                 | Cina                                                                  | Amichevole                                                            | -                                                                     | 67’                                                                   |
| 14-6-2012                                                             | Danzica                                                               | Spagna                                                                | 4 – 0                                                                 | Irlanda                                                               | Euro 2012 - 1º turno                                                  | -                                                                     | 78’                                                                   |
| 23-6-2012                                                             | Donec'k                                                               | Spagna                                                                | 2 – 0                                                                 | Francia                                                               | Euro 2012 - Quarti di finale                                          | -                                                                     | 84’                                                                   |
| 15-8-2012                                                             | Bayamón                                                               | Porto Rico                                                            | 1 – 2                                                                 | Spagna                                                                | Amichevole                                                            | 1                                                                     |                                                                       |
| 7-9-2012                                                              | Pontevedra                                                            | Spagna                                                                | 5 – 0                                                                 | Arabia Saudita                                                        | Amichevole                                                            | 1                                                                     | 61’                                                                   |
| 11-9-2012                                                             | Tbilisi                                                               | Georgia                                                               | 0 – 1                                                                 | Spagna                                                                | Qual. Mondiali 2014                                                   | -                                                                     | 64’                                                                   |
| 12-10-2012                                                            | Minsk                                                                 | Bielorussia                                                           | 0 – 4                                                                 | Spagna                                                                | Qual. Mondiali 2014                                                   | -                                                                     |                                                                       |
| 16-10-2012                                                            | Madrid                                                                | Spagna                                                                | 1 – 1                                                                 | Francia                                                               | Qual. Mondiali 2014                                                   | -                                                                     | 13’                                                                   |
| 6-2-2013                                                              | Doha                                                                  | Spagna                                                                | 3 – 1                                                                 | Uruguay                                                               | Amichevole                                                            | -                                                                     | 70’                                                                   |
| 22-3-2013                                                             | Gijón                                                                 | Spagna                                                                | 1 – 1                                                                 | Finlandia                                                             | Qual. Mondiali 2014                                                   | -                                                                     | 46’                                                                   |
| 8-6-2013                                                              | Miami Gardens                                                         | Spagna                                                                | 2 – 1                                                                 | Haiti                                                                 | Amichevole                                                            | 1                                                                     |                                                                       |
| 12-6-2013                                                             | New York                                                              | Spagna                                                                | 2 – 0                                                                 | Irlanda                                                               | Amichevole                                                            | -                                                                     | 80’                                                                   |
| 17-6-2013                                                             | Recife                                                                | Spagna                                                                | 2 – 1                                                                 | Uruguay                                                               | Conf. Cup 2013 - 1º turno                                             | -                                                                     | 65’                                                                   |
| 20-6-2013                                                             | Rio de Janeiro                                                        | Spagna                                                                | 10 – 0                                                                | Tahiti                                                                | Conf. Cup 2013 - 1º turno                                             | -                                                                     | 45’ - 76’                                                             |
| 14-8-2013                                                             | Guayaquil                                                             | Ecuador                                                               | 0 – 2                                                                 | Spagna                                                                | Amichevole                                                            | 1                                                                     | 77’                                                                   |
| 6-9-2013                                                              | Helsinki                                                              | Finlandia                                                             | 0 – 2                                                                 | Spagna                                                                | Qual. Mondiali 2014                                                   | -                                                                     | 81’                                                                   |
| 10-9-2013                                                             | Ginevra                                                               | Spagna                                                                | 2 – 2                                                                 | Cile                                                                  | Amichevole                                                            | -                                                                     | 71’                                                                   |
| 16-11-2013                                                            | Malabo                                                                | Guinea Equatoriale                                                    | 1 – 2                                                                 | Spagna                                                                | Amichevole                                                            | 1                                                                     | 57’                                                                   |
| 19-11-2013                                                            | Rustenburg                                                            | Sudafrica                                                             | 1 – 0                                                                 | Spagna                                                                | Amichevole                                                            | -                                                                     | 46’                                                                   |
| 5-3-2014                                                              | Madrid                                                                | Spagna                                                                | 1 – 0                                                                 | Italia                                                                | Amichevole                                                            | -                                                                     | 82’                                                                   |
| 30-5-2014                                                             | Siviglia                                                              | Spagna                                                                | 2 – 0                                                                 | Bolivia                                                               | Amichevole                                                            | -                                                                     | 60’                                                                   |
| 7-6-2014                                                              | Landover                                                              | El Salvador                                                           | 0 – 2                                                                 | Spagna                                                                | Amichevole                                                            | -                                                                     | 46’                                                                   |
| 18-6-2014                                                             | Rio de Janeiro                                                        | Spagna                                                                | 0 – 2                                                                 | Cile                                                                  | Mondiali 2014 - 1º turno                                              | -                                                                     | 76’                                                                   |
| 23-6-2014                                                             | Curitiba                                                              | Australia                                                             | 0 – 3                                                                 | Spagna                                                                | Mondiali 2014 - 1º turno                                              | -                                                                     | 68’                                                                   |
| 4-9-2014                                                              | Parigi                                                                | Francia                                                               | 1 – 0                                                                 | Spagna                                                                | Amichevole                                                            | -                                                                     |                                                                       |
| 9-10-2014                                                             | Žilina                                                                | Slovacchia                                                            | 2 – 1                                                                 | Spagna                                                                | Qual. Euro 2016                                                       | -                                                                     | 81’ - 90’                                                             |
| 15-11-2014                                                            | Huelva                                                                | Spagna                                                                | 3 – 0                                                                 | Bielorussia                                                           | Qual. Euro 2016                                                       | -                                                                     | 69’                                                                   |
| 27-3-2015                                                             | Siviglia                                                              | Spagna                                                                | 1 – 0                                                                 | Ucraina                                                               | Qual. Euro 2016                                                       | -                                                                     | 74’                                                                   |
| 31-3-2015                                                             | Amsterdam                                                             | Paesi Bassi                                                           | 2 – 0                                                                 | Spagna                                                                | Amichevole                                                            | -                                                                     | 76’                                                                   |
| 11-6-2015                                                             | León                                                                  | Spagna                                                                | 2 – 1                                                                 | Costa Rica                                                            | Amichevole                                                            | -                                                                     | 60’                                                                   |
| 14-6-2015                                                             | Barysaŭ                                                               | Bielorussia                                                           | 0 – 1                                                                 | Spagna                                                                | Qual. Euro 2016                                                       | -                                                                     |                                                                       |
| 5-9-2015                                                              | Oviedo                                                                | Spagna                                                                | 2 – 0                                                                 | Slovacchia                                                            | Qual. Euro 2016                                                       | -                                                                     | 67’                                                                   |
| 8-9-2015                                                              | Skopje                                                                | Macedonia                                                             | 0 – 1                                                                 | Spagna                                                                | Qual. Euro 2016                                                       | -                                                                     | 68’                                                                   |
| 9-10-2015                                                             | Logroño                                                               | Spagna                                                                | 4 – 0                                                                 | Lussemburgo                                                           | Qual. Euro 2016                                                       | 2                                                                     |                                                                       |
| 13-11-2015                                                            | Alicante                                                              | Spagna                                                                | 2 – 0                                                                 | Inghilterra                                                           | Amichevole                                                            | 1                                                                     | 27’                                                                   |
| 7-6-2019                                                              | Tórshavn                                                              | Fær Øer                                                               | 1 – 4                                                                 | Spagna                                                                | Qual. Euro 2020                                                       | -                                                                     |                                                                       |
| 12-10-2019                                                            | Oslo                                                                  | Norvegia                                                              | 1 – 1                                                                 | Spagna                                                                | Qual. Euro 2020                                                       | -                                                                     | 64’                                                                   |
| 15-11-2019                                                            | Cadice                                                                | Spagna                                                                | 7 – 0                                                                 | Malta                                                                 | Qual. Euro 2020                                                       | 1                                                                     | 53’                                                                   |
| 18-11-2019                                                            | Madrid                                                                | Spagna                                                                | 5 – 0                                                                 | Romania                                                               | Qual. Euro 2020                                                       | -                                                                     | 67’                                                                   |
| Totale                                                                |                                                                       | Presenze                                                              | 81                                                                    |                                                                       | Reti                                                                  | 15                                                                    |                                                                       |

## Palmarès

### Club

#### Competizioni nazionali
- Coppa d'Inghilterra: 3

Arsenal: 2013-2014, 2014-2015, 2016-2017
- Community Shield: 3

Arsenal: 2014, 2015, 2017
- Coppa delle Stelle del Qatar: 1

Al Sadd: 2019-2020
- Emir of Qatar Cup: 2

Al Sadd: 2020, 2021
- Coppa di Qatar: 1

Al Sadd: 2021
- Campionato qatariota: 2

Al-Sadd: 2020-2021, 2021-2022

#### Competizioni internazionali
- Coppa Intertoto UEFA: 1

Villarreal: 2004

### Nazionale
- Campionato d'Europa: 2

Austria-Svizzera 2008, Polonia-Ucraina 2012

### Individuale
- Miglior calciatore spagnolo dell'anno:

2007